# Breuil-Magné
Breuil-Magné ist eine französische Gemeinde mit 1.891 Einwohnern (Stand: 1. Januar 2022) im Département Charente-Maritime in der Region Nouvelle-Aquitaine. Sie gehört zum Arrondissement Rochefort und zum Kanton Tonnay-Charente. Die Einwohner werden Breuillais genannt.

## Geographie
Breuil-Magné liegt etwa acht Kilometer von der Atlantikküste entfernt. Die westliche Gemeindegrenze bildet der Fluss Devise. Umgeben wird Breuil-Magné von den Nachbargemeinden Ballon im Norden, Ciré-d’Aunis im Nordosten, Loire-les-Marais im Osten, Rochefort im Süden, Vergeroux im Süden und Südwesten, Saint-Laurent-de-la-Prée im Westen sowie Yves im Nordwesten.

## Bevölkerungsentwicklung
| Jahr                       | 1962 | 1968 | 1975 | 1982 | 1990 | 1999 | 2006 | 2019 |
| Einwohner                  | 707  | 698  | 972  | 1156 | 1160 | 1224 | 1429 | 1777 |
| Quellen: Cassini und INSEE |      |      |      |      |      |      |      |      |

## Sehenswürdigkeiten
- Kirche Saint-Pierre, erbaut 1848/49 (siehe auch: Liste der Monuments historiques in Breuil-Magné)
- Priorat La Lance
- Mühlen La Grollière, La Croisée und La Perche

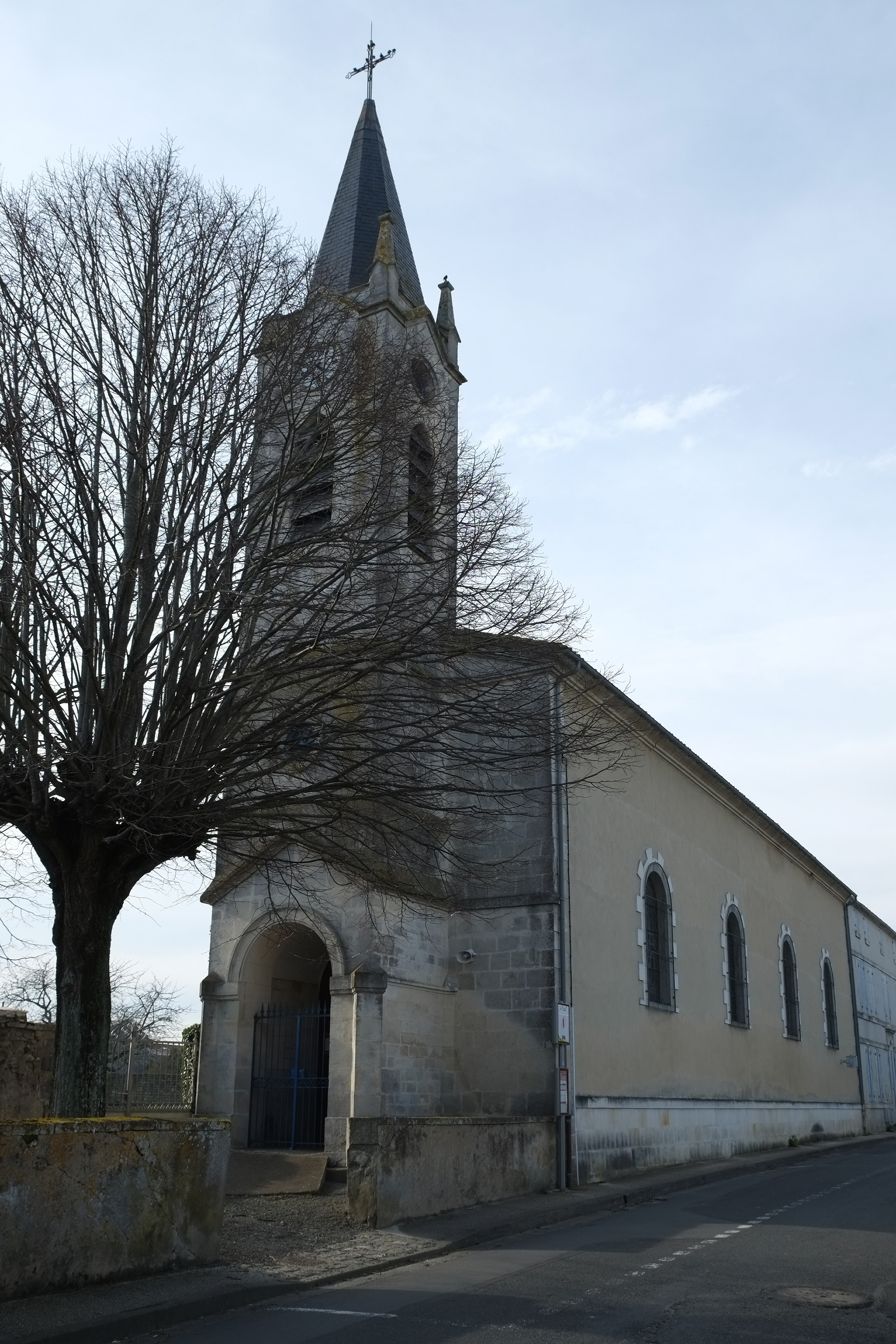
Kirche Saint-Pierre